# Karl-Heinz Kress
Karl-Heinz Kress (auch Karl-Heinz Kreß; * 27. Oktober 1928 in Königsberg; † 2. November 1979 in Marburg) war ein deutscher Maler.

## Leben und Werk
Kress wuchs in Königsberg auf. Nachdem er gegen Ende des Zweiten Weltkriegs eingezogen wurde, kam er nach Kriegsende 1945 nach Schleswig. Er erlernte den Beruf des Dekorateurs. 1951 heiratete er und kam nach der Geburt seiner ersten Tochter im Jahr 1954 nach Marburg.
In der mittelhessischen Stadt arbeitete er zunächst in seinem erlernten Beruf für ein Bekleidungsgeschäft und ernährte damit seine wachsende Familie – bis 1961 wurden drei weitere Töchter geboren. Zugleich betätigte er sich künstlerisch. 1965 gab er seinen Beruf auf, um als ungebundener Künstler zu arbeiten. Kress war ein großer Verehrer des impressionistischen Malers Lovis Corinth. Der Autodidakt bekam zudem wesentliche Impulse durch den Marburger Maler und Grafiker Franz Frank, dessen Einfluss in zahlreichen Werken Kress’ deutlich wird.
Kress malte größtenteils in Öl, seltener auch Aquarelle. Seine beliebtesten Motive waren Porträts sowie Landschaften. Seine Bilder kreierte er in der Regel in freier Natur. Seine Landschaftsbilder entstanden teilweise auf seinen zahlreichen Reisen, andere zeigen Landschaften seiner mittelhessischen Wahlheimat. Ein Beispiel ist das Bild „Heuernte im Lahntal“, das er nahe dem Marburger Stadtteil Gisselberg erschuf. Zudem beschäftigte sich Kress in seinen Werken häufig mit der griechischen Mythologie. Als sein bekanntestes Werk dieser Art wird ein Bild des Zyklopen Polyphem angesehen.
Kress’ Werke zeichnen sich besonders durch einen zupackenden Pinselstrich aus. Gleichwohl wird die Qualität seiner Bilder als sehr unterschiedlich angesehen. Dies wird mit dem Lebensstil des Künstlers in Verbindung gebracht. Kress wird als lebenslustig und gesellig, andererseits aber auch als sehr labil und empfindsam beschrieben. In den letzten Jahren seines Lebens litt Kress unter seinem hohen Alkoholkonsum. Um offene Rechnungen zahlen zu können, malte er Auftragsgemälde. Sein künstlerisches Wirken ließ bis zu seinem frühen Tod im Alter von 51 Jahren zunehmend nach.

## Gemälde und Ausstellungen
Die Gemälde von Kress hängen nicht nur in vielen prominenten Marburger Häusern, sondern auch in den bekannten Gebäuden in Kassel und in Wiesbaden und in der französischen Partnerstadt Marburgs, Poitiers. Die Landschaftsbilder „Heuernte im Lahntal“ und „Totenmaar in der Vulkaneifel“, das auf einer der zahlreichen Reisen Kress’ entstand, hängen im Foyer des Bürgerhauses von Niederwalgern, einem Dorf südlich von Marburg.
Zu seinen Lebzeiten organisierte Kress gemeinsam mit einem Galeristen einige Ausstellungen außerhalb Marburgs, die ihm zu einem gewissen Bekanntheitsgrad verhalfen. Nach seinem Tod wurde es zunächst ruhig um seine Werke. Anlässlich seines 20. Todestages fand eine große Gedenkausstellung mit zahlreichen Werken des Malers in einer Galerie in Marburg statt.